# Região Metropolitana de Maceió
A Região Metropolitana de Alagoas (ou Grande Maceió) foi criada pela Lei Complementar Estadual nº 18 de 19 de novembro de 1998, compreendendo os municípios de Maceió, Rio Largo, Marechal Deodoro, Pilar, São Miguel dos Campos, Barra de São Miguel, Barra de Santo Antônio, Messias, Satuba, Coqueiro Seco, Santa Luzia do Norte, e Paripueira. Posteriormente, em 2013 o Município de Atalaia foi acrescentado pela Lei Complementar estadual n° 38 de 2013, e em seguida em 2014 o município de Murici também foi adicionado por meio da Lei Complementar estadual n° 40 de 2014..
Sua área de influência inclui todo o território de Alagoas, o norte de Sergipe e partes do sul de Pernambuco.
Atualmente, a maior dificuldade das autoridades é integrar o transporte público na RMM, seja por meio lacustre, rodoviário e/ou ferroviário.

## Municípios
| Município              | Legislação  | Área (km²) | População | PIB em R$      |
| ---------------------- | ----------- | ---------- | --------- | -------------- |
| Atalaia                | LCE 38/2013 | 531,983    | 47.000    | 202.285.031    |
| Barra de Santo Antônio | LCE 18/1998 | 137,977    | 15.792    | 36.258.064     |
| Barra de São Miguel    | LCE 18/1998 | 76,612     | 8.264     | 32.118.573     |
| Coqueiro Seco          | LCE 18/1998 | 40,262     | 5.826     | 12.682.142     |
| Maceió                 | LCE 18/1998 | 510,655    | 1.012.382 | 16.380.000.000 |
| Marechal Deodoro       | LCE 18/1998 | 333,548    | 51.364    | 740.502.841    |
| Messias                | LCE 18/1998 | 112,856    | 17.676    | 35.157.213     |
| Murici                 | LCE 40/2014 | 423,983    | 28.137    | 104.283.832    |
| Paripueira             | LCE 18/1998 | 92,712     | 13.016    | 28.997.671     |
| Pilar                  | LCE 18/1998 | 248,975    | 35.008    | 157.306.379    |
| Rio Largo              | LCE 18/1998 | 309,425    | 74.838    | 299.187.100    |
| Santa Luzia do Norte   | LCE 18/1998 | 28,541     | 7.272     | 53.641.779     |
| Satuba                 | LCE 18/1998 | 42,559     | 13.716    | 36.594.054     |
| Total                  |             | 3 250,934  | 1.330.291 | 18.708.518.744 |